# Ember.js
Ember.js是一個JavaScript的開放源碼的Web應用框架。Ember.js使用的是MVVM的軟體架構模式，即模型(Model)、視圖(View)
和視圖模型(Viewmodel)，目的是讓開發者使用現有的模式開發出可擴展的單頁應用網頁程式。Ember.js的使用者包含微軟、領英、雅虎、Twitch、以及蘋果音樂。
Ember.js框架的核心包括HTML組件、網頁路由(routing)、網頁服務、與資料模型。Ember.js也提供依賴注入與兩向的資料繫結。
Ember.js使用約定優於配置與一次且僅一次的設計範式，其前身為SproutCore。受Google Chrome所影響，Ember.js的穩定軟體版本週期為六個星期。截止2020年7月22日，Ember.js在Github上有848個貢獻者和2.15萬的加星數量。